# فرودگاه پستویل
فرودگاه پستویل (به انگلیسی: Postville Airport) یک فرودگاه همگانی با کد یاتا YSO است که یک باند فرود شن دارد و طول باند آن ۷۸۵ متر است. این فرودگاه در کشور کانادا قرار دارد و در ارتفاع ۶۸ متری از سطح دریا واقع شده است.

## شرکت‌های هواپیمایی و مقصدهای پروازی
| شرکت‌های هواپیمایی | مقصدهای پروازی                                      |
| ----------------- | --------------------------------------------------- |
| ایر لابرادور      | سی‌اف‌بی گوس بی، هپدال، مکوویک، نین، ناتواشیش، ریگولت |
| پروونشل ایرلاینز  | سی‌اف‌بی گوس بی، هپدال، مکوویک، نین، ناتواشیش، ریگولت |